# Mark Gower
Mark Gower (* 5. Oktober 1978 in Edmonton) ist ein englischer Fußballspieler. Der Mittelfeldspieler, der sowohl zentral als auch auf den Außenbahnen eingesetzt werden kann, begann seine Karriere bei Tottenham Hotspur. Sein Weg führte ihn dann über unterklassige Mannschaften im Jahr 2008 zu Swansea City. Bei dem Klub steht er bis heute unter Vertrag, in der Rückrunde der Saison 2012/13 wurde er allerdings an Charlton Athletic verliehen.

## Karriere

### Anfänge
Gower, der im Londoner Borough Enfield geboren wurde, begann seine Karriere beim benachbarten Klub Tottenham Hotspur. Bei den Spurs gelang es ihm nicht, sich in die erste Mannschaft zu spielen, sodass er in der Rückrunde der Saison 1998/99 an den schottischen Erstligisten FC Motherwell verliehen wurde. Während er für Motherwell in neun Partien einmal traf, absolvierte er für Tottenham in fünf Jahren kein Ligaspiel und nur zwei League-Cup-Partien. Daher wechselte er zu Beginn der Saison 2001/02 zum FC Barnet, der sich zu dieser Zeit in der Conference National, der fünften Liga, befand. Nach zwei Jahren und über 90 Pflichtspieleinsätzen schloss er sich im Sommer 2003 dem Drittligisten Southend United an. Mit den Shrimpers erreichte er in den ersten beiden Jahren jeweils das Finale der Football League Trophy, scheiterte jedoch jeweils im Finale. Der Spielbetrieb in der Liga allerdings gestaltete sich weit erfolgreicher, da man nach der Umstrukturierung des englischen Ligensystems von der drittklassigen Football League Two in die Football League One (2005) und im nächsten Jahr direkt den Durchmarsch in die zweite Liga schaffte. Als die Mannschaft in der Saison 2007/08 den Klassenerhalt nicht schaffte, lehnte Gower eine Vertragsverlängerung ab und verließ den Verein nach über 200 absolvierten Ligapartien.

### Swansea City
Als freier Spieler kam er im Sommer 2008 ablösefrei zum walisischen Zweitligisten Swansea City. Während er in seiner bisherigen Karriere vorrangig auf den Außenbahnen eingesetzt wurde, wechselte er bei den Swans ins zentrale Mittelfeld. Von Beginn an spielte Gower in der Startformation, absolvierte in den ersten drei Jahren jeweils mindestens 30 Ligapartien und war somit maßgeblich am Aufstieg der Mannschaft in die Premier League im Jahr 2011 beteiligt. Noch im November 2010 hatte er seinen Vertrag bei Swansea City verlängert. Mit dem Aufstieg war gleichwohl eine personelle Umstrukturierung verbunden, sodass er seinen Stammplatz einbüßte. In der Spielzeit 2011/12 wurde er zumeist eingewechselt, kam aber dennoch auf 20 Einsätze. Im zweiten Erstligajahr – Gower war bereits 34 Jahre alt – stand er nur noch einmal am ersten Spieltag im Kader und wurde infolgedessen für die Rückrunde der Saison 2012/13 an den Zweitligisten Charlton Athletic verliehen.

## Erfolge
- Football League Trophy: Finalist 2004 und 2005
- Aufstiege:
  - 2005 in die Football League One
  - 2006 in die Football League Championship
  - 2011 in die Premier League